# Joep van der Geest
Joep van der Geest (Gouda, 26 maart 1980) is een Nederlands acteur en regisseur.

## Biografie
Van der Geest studeerde in 2002 af bij de Toneelacademie Maastricht. In zijn tijd op de toneelschool richtte hij met klasgenoten het acteurscollectief De Warme Winkel op. Van der Geest speelde nadien bij diverse gezelschappen: ZT Hollandia, HETPALEIS (België), Ro theater, Toneelgroep Oostpool, het NNT en Tanzquartier Wien (Oostenrijk). In 2005 verbond hij zich aan het muziektheaterensemble de Veenfabriek, waar hij tot 2016 actief was. Hier maakte hij zijn regiedebuut: in RAARR trok hij ten strijde tegen het 'hermetische imago' van moderne muziek. Bij Theater Utrecht stond Van der Geest in 2016 voor het eerst op de planken.
Daarnaast nam Van der Geest deel aan de Crashtest Ibsen-reeks, een coproductie van het NNT, Moeremans&Sons en Toneelgroep Oostpool (regie en tekst: Sarah Moeremans en Joachim Robbrecht). Tevens maakte hij deel uit van het plug and play-collectief Moeremans&Sons. Vanaf 2025 is hij ensemble lid van Het Zuidelijk Toneel. Van der Geest is gehuwd met regisseur, acteur en vormgever Sarah Moeremans.

## Voorstellingen
- Sieben Acht, Heisse Nacht (Het Zuidelijk Toneel, 2024)
- Crashtest Ibsen 2023 (Het Zuidelijk Toneel, Theaterproductiehuis Zeeland - 2023)
- Mission Molière (Het Zuidelijk Toneel - 2023)
- Shut up and play with me (Het Zuidelijk Toneel - 2022) genomineerd mime/performanceprijs 2023 [5]
- Acts of Citizenship (Via Berlin - 2022)
- What ever Happened to Mr Pete (Het Zuidelijk Toneel - 2022 , reprise in 2024)
- Drei Vier, Flirt mit mir (Het Zuidelijk Toneel - 2022)
- Eins Zwei, Schweinerei (Het Zuidelijk Toneel - 2021)
- Het Eind van het begin van het einde- (Theater Artemis, Het Zuidelijk Toneel, Het Paleis- 2020)
- De Rattenvanger (Toneelgroep Oostpool - 2020)
- Alles moet Weg (Mug met de gouden tand - 2019)
- Bambi (Toneelgroep Oostpool - 2019)
- Headroom (Theater Rotterdam - 2018)
- Robin Hood (Toneelgroep Oostpool - 2018)
- Crashtest Ibsen: Pijler van de Samenleving (Moeremans&Sons, Toneelgroep Oostpool — 2017)
- Leven is Droom (Toneelschuurproducties — 2017)
- Hendrik IV - ongeschikt voor kinderen (Stipproducties — 2017 , reprise 2024 door House of Nouws)
- Westkaai (Theater Utrecht — 2016)
- Crashtest Ibsen: Ik Zie Spoken (Moeremans&Sons, Noord Nederlands Toneel — 2016)
- RAARRR (de Veenfabriek — 2015)
- Tulpmania (de Veenfabriek, Schönberg — 2015)
- Hoogwater voorheen Laagwater (de Veenfabriek, Female Economy — 2015)
- Fairy Queen (Nederlandse Reisopera, de Veenfabriek — 2014)
- Crashtest Ibsen: Volksvijand (Noord Nederlands Toneel — 2014)
- Crashtest Ibsen: Nora (Noord Nederlands Toneel — 2013)
- There are people dying (Productiehuis Rotterdam — 2011)
- Van de brug af gezien (Toneelgroep Oostpool - 2010)
- Orlando (Toneelgroep Oostpool - 2009)
- Darling You're Free! (Generale Oost — 2009)
- Totaal Thomas (de Warme Winkel, de Veenfabriek — 2006)